# Hollandia uralkodóinak listája
Az első táblázat a Holland Grófság uralkodóinak neveit tartalmazza. Ez nem azonos a Holland Királysággal, amit először I. Napóleon francia császár alapított meg 1806-ban, a bábállam élére saját fivérét, Bonaparte Lajost állítva.

## Holland grófok (880–1304)
| Gróf                                                                                     | Uralkodott                      | Megjegyzés                                          |
| ---------------------------------------------------------------------------------------- | ------------------------------- | --------------------------------------------------- |
| Gerolf (*850 k.)                                                                         | gr.: 880, †896                  | Nyugat-Frízia ura.                                  |
| I. Dirk (*875 k.)                                                                        | gr.: 896, †939                  | Nyugat-Frízia ura.                                  |
| II. Dirk (*920/930 k.)                                                                   | gr.: 939, †988. május 6.        | I. Dirk fia. Nyugat-Frízia ura.                     |
| Arnulf (*951 k.)                                                                         | gr.: 988, †993. szeptember 18.  | II. Dirk fia. Nyugat-Frízia ura.                    |
| III. Dirk (*981/989)                                                                     | gr.: 993, †1039. május 27.      | Arnulf fia. A mai Hollandia egész területét uralta. |
| IV. Dirk (*1016 k.)                                                                      | gr.: 1039, †1049. január 13.    | III. Dirk fia.                                      |
| I. Flórián (*1017 k.)                                                                    | gr.: 1049, †1061. június 28.    | III. Dirk fia, IV. Dirk bátyja.                     |
| V. Dirk (*1052 k.)                                                                       | gr.: 1061, †1091. június 17.    | I. Flórián fia.                                     |
| II. Flórián (*1085 k.)                                                                   | gr.: 1091, †1121. március 2.    | V. Dirk fia.                                        |
| VI. Dirk (*1114)                                                                         | gr.: 1121, †1157. augusztus 5.  | II. Flórián fia.                                    |
| III. Flórián (*1141)                                                                     | gr.: 1157, †1190. augusztus 1.  | VI. Dirk fia.                                       |
| VII. Dirk (*1165 k.)                                                                     | gr.:1190, †1203. november 4.    | III. Flórián fia.                                   |
| I. Vilmos (*1167)                                                                        | gr.: 1203, †1222. február 4.    | III. Flórián fia, VII. Dirk bátyja.                 |
| IV. Flórián (*1210. június 24.)                                                          | gr.: 1222, †1234. június 24.    | I. Vilmos fia.                                      |
| II. Vilmos (*1228 februárja)                                                             | gr.: 1234, †1256. január 28.    | IV. Flórián fia.                                    |
| V. Flórián (*1254. június 24.)                                                           | gr.: 1256, †1296. június 27.    | II. Vilmos fia.                                     |
| I. János (*1284)                                                                         | gr.: 1296, †1299. november 10.  | V. Flórián fia.                                     |
| II. (Avesnes-i) János (*1247)                                                            | gr.: 1299, †1304. augusztus 22. | IV. Flórián unokája.                                |
| Az utódok Hainaut grófjai is voltak, így a "független" Holland Grófság megszűnt létezni. |                                 |                                                     |

## Holland helytartók és királyok
A Holland Királyság 1815. március 16-án, a bécsi kongresszus döntése alapján jött létre. Európa nagyhatalmai Bécsben a monarchiák helyreállítása mellett döntöttek, és így az Oránia–Nassaui-háznak biztosították a független hatalomnak elismert Németalföld trónját. Ennek az államalakulatnak a része volt a későbbi Belgium is, amely 1830-ban kivívta függetlenségét. A holland uralkodó egy személyben Luxemburg nagyhercege is volt, egészen 1890-ig.
A holland udvarban a trónörökös viseli az Oránia hercege címet. Gyakran megesett már az udvar történetében, hogy az uralkodó lemondott gyermeke javára a trónról.

### Helytartók (Stadhouderek,1559–1815)
| Portré                                            | Uralkodó                                                      | Neve hollandul     | Hatalmon volt                       | Megjegyzések                                            |
| ------------------------------------------------- | ------------------------------------------------------------- | ------------------ | ----------------------------------- | ------------------------------------------------------- |
| Az Oránia–Nassaui-ház uralkodói                   |                                                               |                    |                                     |                                                         |
|                                                   | [1.] I. Csöndes Vilmos * 1533. április 24. † 1584. július 10. | Willem             | 1559–1584                           | 1544-től orániai herceg.                                |
|                                                   | [2.] Móric * 1567. november 14. † 1625. április 23.           | Maurits            | 1585–1625                           | I. Vilmos fia.                                          |
|                                                   | [3.] Frigyes Henrik * 1584. január 29. † 1647. március 14.    | Frederik Hendrik   | 1625–1647                           | I. Vilmos fia.                                          |
|                                                   | [4.] II. Vilmos * 1626. május 27. † 1650. november 6.         | Willem II          | 1647–1650                           | Frigyes Henrik fia.                                     |
| 1650-től 1672-ig a helytartó tisztség betöltetlen |                                                               |                    |                                     |                                                         |
|                                                   | [5.] III. Vilmos * 1650. november 14. † 1702. március 8.      | Willem III         | 1672–1702                           | II. Vilmos utószülőtt fia. 1672-ig csak orániai herceg. |
| 1702-től 1747-ig a helytartó tisztség betöltetlen |                                                               |                    |                                     |                                                         |
|                                                   | [6.] János Friso * 1687. augusztus 4. † 1711. július 14.      | Johan Willem Friso | 1702–1711 csak bizonyos területeken | I. Vilmos fivérének ükunokája.                          |
|                                                   | [7.] IV. Vilmos * 1711. szeptember 1. † 1751. október 22.     | Willem IV          | 1711–1751 csak bizonyos területeken | János Friso utószülőtt fia.                             |
|                                                   | [8.] V. Vilmos * 1748. március 8. † 1806. április 9.          | Willem V           | 1751–1795                           | IV. Vilmos fia.                                         |
| 1795-től 1806-ig a helytartó tisztség betöltetlen |                                                               |                    |                                     |                                                         |
|                                                   | [9.] I. Lajos * 1778. szeptember 2. † 1846. július 25.        | Lodewijk Napoleon  | 1806–1810                           | I. Napóleon francia császár fivére.                     |
|                                                   | [10.] II. Lajos * 1804. október 18. † 1831. március 17.       | Napoleon Lodewijk  | 1810                                | I. Lajos fia.                                           |
| 1810-től 1813-ig a helytartó tisztség betöltetlen |                                                               |                    |                                     |                                                         |
|                                                   | [11.] VI. Vilmos * 1772. augusztus 24. † 1843. december 12.   | Willem VI          | 1813–1815                           | V. Vilmos fia. 1815-től holland király.                 |

### Királyok, királynők (1815–)
| Portré                         | Uralkodó                                                  | Neve hollandul   | Hatalmon volt       | Megjegyzések |
| ------------------------------ | --------------------------------------------------------- | ---------------- | ------------------- | --- |
| Az Orange-Nassau-ház uralkodói |                                                           |                  |                     | |
|                                | [1.] (VI.) I. Vilmos                                      | Willem I         | 1815–1840           | 1815-ben Németalföld királyaként lépett trónra, azonban az 1830-as belga függetlenedés után Hollandia királya lett. Fia javára mondott le a trónról. |
|                                | [2.] II. Vilmos * 1792. december 6. † 1849. március 17.   | Willem II        | 1840–1849           | I. Vilmos fia. |
|                                | [3.] III. Vilmos * 1817. február 19. † 1890. november 23. | Willem III       | 1849–1890           | II. Vilmos fia. Az utolsó uralkodó, aki viselte a Luxemburg nagyhercege címet.                                                                       |
|                                | Emma * 1858. augusztus 2. † 1934. március 20.             | Emma             | régensnő: 1890–1898 | III. Vilmos felesége. |
|                                | [4.] Vilma * 1880. augusztus 31. † 1962. november 28.     | Wilhelmina       | 1890–1948           | III. Vilmos leánya. Lemondott trónjáról leánya javára.                                                                                               |
|                                | [5.] Julianna * 1909. április 30. † 2004. március 20.     | Juliana          | 1948–1980           | Vilma leánya. Lemondott trónjáról leánya javára. |
|                                | [6.] Beatrix * 1938. január 31.                           | Beatrix          | 1980–2013           | Julianna leánya. Lemondott trónjáról fia javára. |
|                                | [7.] Vilmos Sándor * 1967. április 27.                    | Willem-Alexander | 2013–               | Beatrix fia. |